# Генеральный прокурор КША
Генеральный прокурор Конфедерации штатов Америки (англ. Attorney General of the Confederate States of America) — член Кабинета Конфедерации. Его функции были аналогичны сфере ответственности генерального прокурора США.

## Список генеральных прокуроров
| # | Портрет | Имя                                | Родился                               | Умер                               | Начало полномочий | Окончание полномочий | Политическая партия |
| - | ------- | ---------------------------------- | ------------------------------------- | ---------------------------------- | ----------------- | -------------------- | ------------------- |
| 1 |         | Джуда Бенджамин                    | 1811 Кристианстед, Датская Вест-Индия | 1888 Париж, Франция                | 21 февраля 1861   | 17 сентября 1861     | Демократ            |
|   |         | Уэйд Киз (исполняющий обязанности) | 1821 Мурсвилл, Алабама                | 1879 Флоренс, Алабама              | 17 сентября 1861  | 21 ноября 1861       | Демократ            |
| 2 |         | Томас Брэгг                        | 1810 Уоррентон, Северная Каролина     | 1872 Роли, Северная Каролина       | 21 ноября 1861    | 18 марта 1862        | Демократ            |
| 3 |         | Томас Уоттс                        | 1819 округ Батлер, Алабама            | 1892 Монтгомери, Алабама           | 18 марта 1862     | 1 октября 1863       | Демократ            |
|   |         | Уэйд Киз (исполняющий обязанности) | 1821 Мурсвилл, Алабама                | 1879 Флоренс, Алабама              | 1 октября 1863    | 2 января 1864        | Демократ            |
| 4 |         | Джордж Дэвис                       | 1820 Уилмингтон, Северная Каролина    | 1896 Уилмингтон, Северная Каролина | 2 января 1864     | 24 апреля 1865       | Демократ            |